# Enrique Cadícamo
Enrique Domingo Cadícamo alias Rosendo Luna en Yino Luzzi (Luján, 15 juli 1900-Buenos Aires, 3 december 1999) was een Argentijnse dichter en toneelschrijver. 
Hij is een bekende componist van tango's.
- Bibsys: 90829285
- Biblioteca Nacional de España: XX1097000
- Bibliothèque nationale de France: cb12259044m (data)
- Digitale Bibliotheek voor de Nederlandse Letteren: cadi002
- Gemeinsame Normdatei: 118870017
- International Standard Name Identifier: 0000 0001 1794 9392
- Library of Congress Control Number: n82086195
- MusicBrainz: baa1802e-8e54-4751-9de3-5241d3f51051
- Nationale Bibliotheek van Polen: a0000002614432
- Nationale en Universitaire bibliotheek Zagreb: 000058102
- Nederlandse Thesaurus van Auteursnamen: 17008020X
- Réseau des bibliothèques de Suisse occidentale: 02-A003068236
- Istituto Centrale per il Catalogo Unico: TO0V079101
- SNAC: w6k0812f
- Système universitaire de documentation: 030316618
- Virtual International Authority File: 61603673